# Каменноостровский проспект, 2
 Жилой дом на Каменноостровском проспекте, 2 — памятник архитектуры. Расположен в Санкт-Петербурге, на пересечении Каменноостровского и Кронверского проспектов.
В 1840—1860-х годах владельцем участка был купец Е. Волков. В 1870-х им владел купец Ф. И. Семенов вместе с сыном В. Ф. Семеновым. После смерти сына участок перешёл его вдове, А. Г. Семеновой, которая построила здесь двухэтажный деревянный дом. В 1890-х годах в этом доме был трактир И. Е. Грязнова. В 1903 году участок купили Лидвали, оставив старые строения — постоялый двор и трактир А. К. Оленева, постоялый двор А. П. Круглова, в дальнейшем гостиницу «Стрелка».
Современный дом построен на месте двухэтажного здания в 1949—1951 годах, архитекторы — О. И. Гурьев и В. М. Фромзель. Здание стоит по дуге, значительно отступая от красной линии. Перед зданием создан зелёный сквер, в котором 28 марта 1968 года был открыт памятник А. М. Горькому (В. В. Исаева, М. Р. Габе, Е. А. Левинсон). Первый этаж дома отведён под магазины, витрины чередуются с входными дверями. 3-4 этажи объединены лоджиями. Окна жилых комнат выходят на юг, на проспект, окна служебных помещений выходят во двор.
В здании жил Гурьев О. И., П. П. Кадочников, К. М. Сергеев (с 1951 года до смерти, 1992 года).

## Галерея

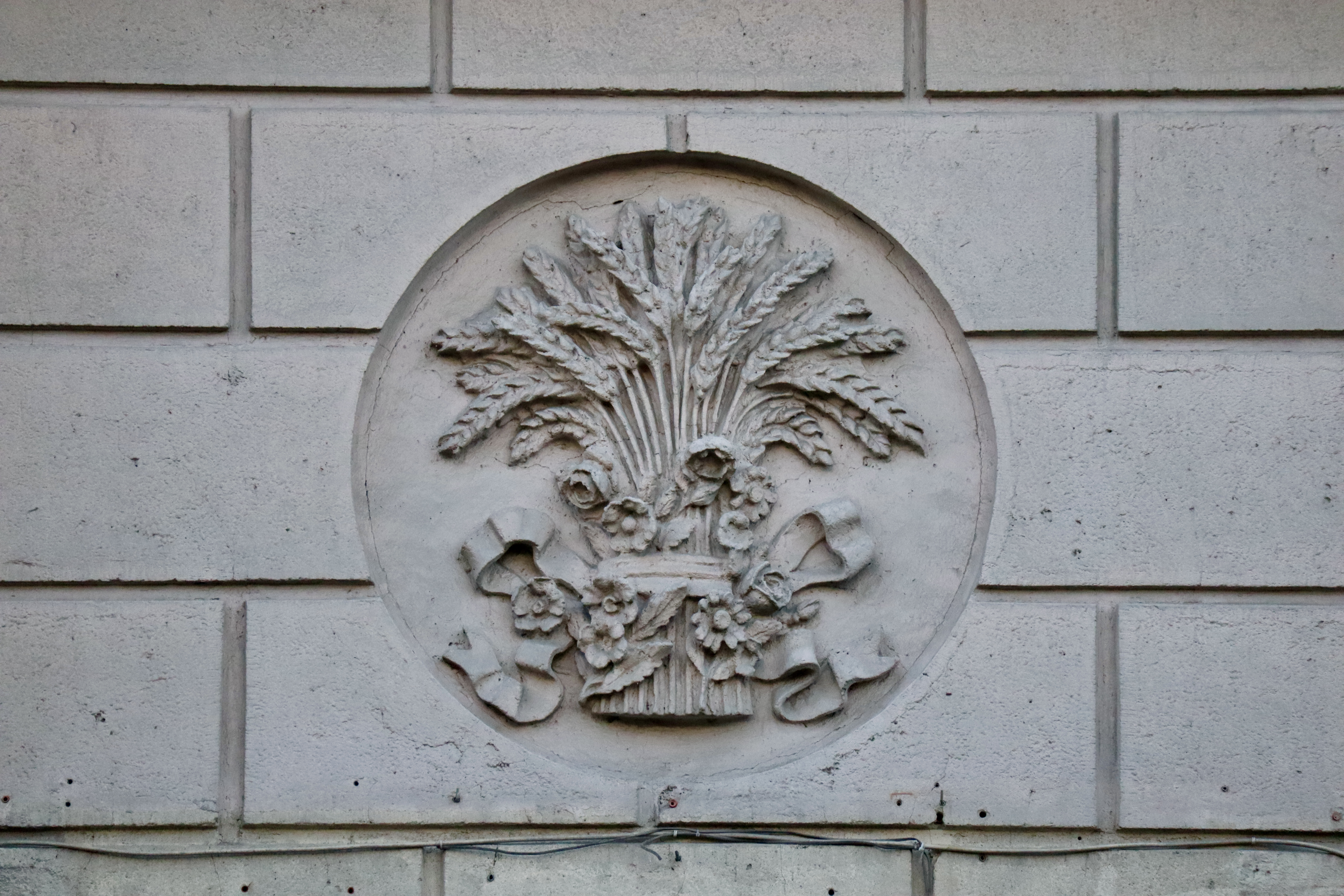
Фрагменты фасада
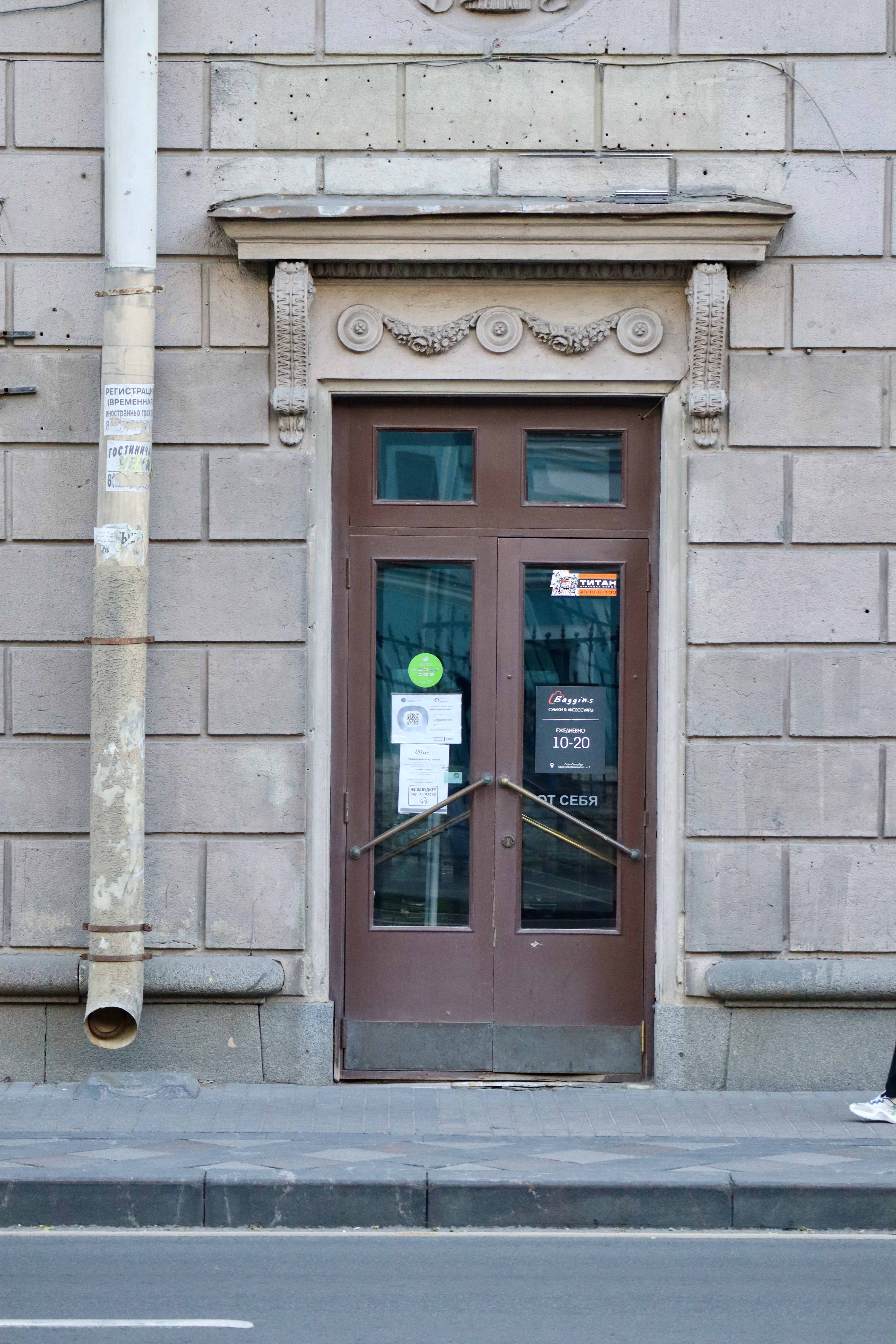
Входная группа
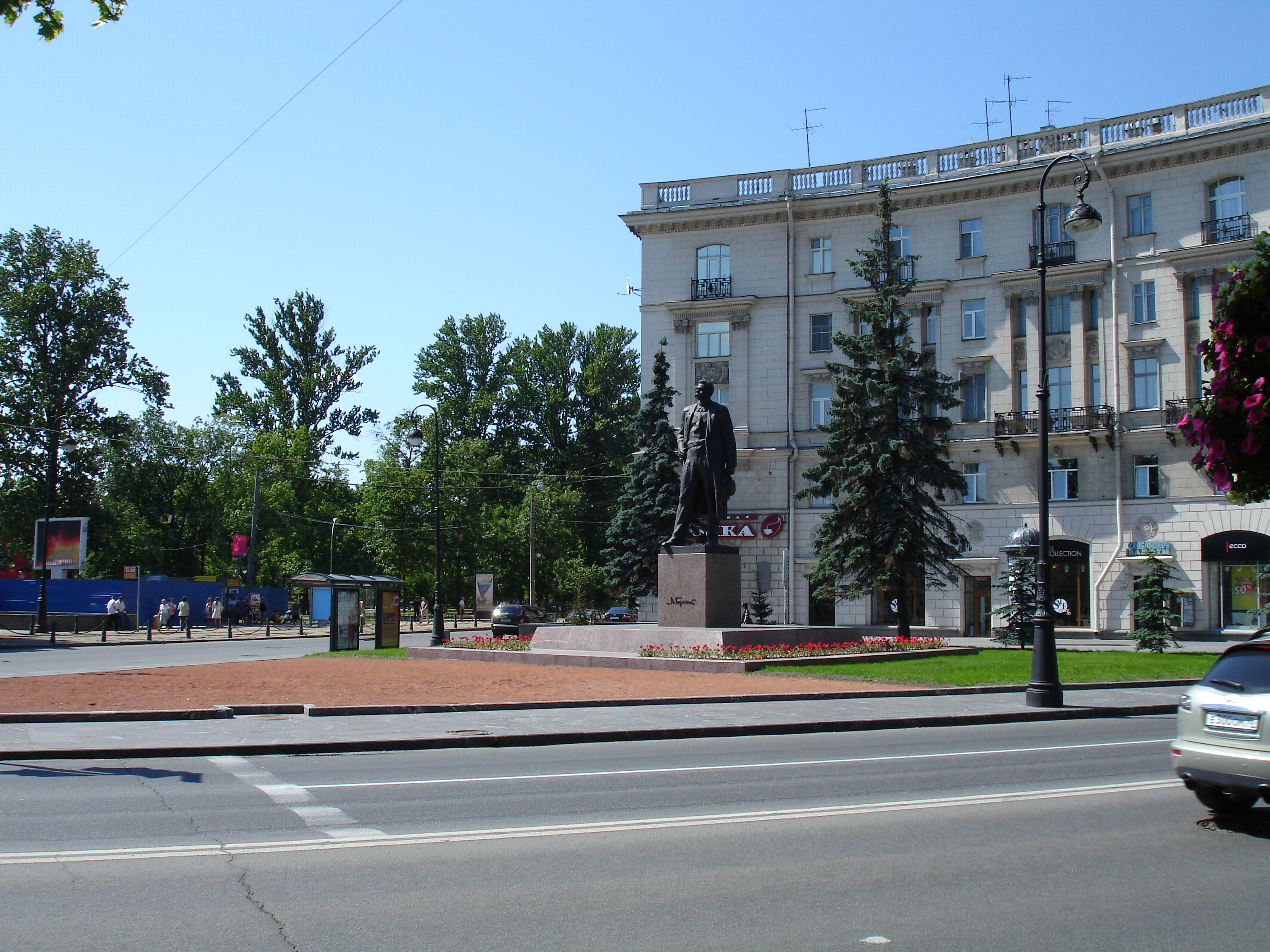
Сквер перед домом